# Grubenwarte
Als Grubenwarte bezeichnet man im Bergbau eine Leitstelle, die dazu dient, den Betriebsablauf eines Bergwerks zu überwachen. Sie befindet sich an einer zentralen Stelle im Übertagebereich des jeweiligen Bergwerks. In der Grubenwarte werden fast alle Arbeitsvorgänge des Bergwerks überwacht und größtenteils auch gesteuert.

## Grundlagen und Geschichte
Zu Beginn der zweiten Hälfte des 20. Jahrhunderts stand der Bergbau in Deutschland, insbesondere der Steinkohlenbergbau, aufgrund des hohen Kostendrucks vor der Aufgabe, die Bergwerke sowohl über als auch unter Tage zu rationalisieren. Insbesondere im Untertagebereich gab es große Probleme. Bedingt dadurch, dass die Grubengebäude der einzelnen Bergwerke oftmals große Abmessungen hatten und die Betriebsführung im Falle von Störungen in der Regel nicht zeitnah reagieren konnte, entstanden hier häufig lange Stillstandszeiten. Um Produktionsausfälle zu verringern, wurde eine zentrale Stelle geplant, die sich über Tage auf den jeweiligen Bergwerken befinden sollte. Dazu war es erforderlich, die einzelnen Betriebszustände mittels Nachrichten- und Fernwirktechnik von den jeweiligen Abbaubetrieben nach über Tage zu übertragen. Im Jahr 1960 ging auf der Zeche Jacobi eine der ersten Grubenwarten des Ruhrbergbaus in Betrieb. Neben der Übertragung der Betriebszustände der Abbaubetriebe sollte auch die Schlagwetterkonzentration in den Grubenräumen durch entsprechende Wettermessgeräte zur Grubenwarte übertragen werden. Dadurch konnte die zeitraubende Wettermessung durch Wetterleute entfallen. Die Bedeutung der Grubenwarte und der kontinuierlichen Übertragung der Messwerte wurde bei einem örtlichen Grubenbrand auf der Zeche Schlägel & Eisen deutlich. Durch die kontinuierliche Ablesung der Schreibgeräte durch das Grubenwartenpersonal konnte die Grubenwehr zwar erst relativ spät alarmiert werden, allerdings konnten bis auf einen  alle Bergleute gerettet werden. Auch der allgemeine Betriebsablauf konnte durch die Grubenwarten verbessert werden und somit wurden die durch Störungen verursachten Stillstandszeiten deutlich reduziert.

## Technische Ausstattung
In den Anfangsjahren waren die Grubenwarten nur mit wenigen Geräten ausgestattet. Die Betriebszustände der untertägigen Betriebe wurden auf einer Mosaikwand mit Leuchtmeldern angezeigt, der Grubenwart war mittels Telefon mit den Abbaubetrieben verbunden. Im Laufe der Jahre kamen Registriergeräte mit Schreibstreifen hinzu. Zudem wurden Warnmeldungen bei Grenzwertüberschreitungen sowohl optisch als auch akustisch angezeigt. Um alle Messwerte übertragen zu können, wurden diese mittels Tonfrequenzverfahren übertragen. So konnten bis zu 24 Einzelwerte über eine zweiadrige Leitung aus der Grube bis zur Grubenwarte übertragen werden. Auch konnten von der Grubenwarte Steuerbefehle nach unter Tage übertragen werden. Gegen Ende des 20. Jahrhunderts wurden die Grubenwarten mit moderner Computertechnik ausgestattet. Die einzelnen Rechner wurden auf verschiedenen Ebenen untereinander vernetzt. Die Anzeige der Betriebszustände des Bergwerks erfolgt auf Bildschirmen. Dadurch können die Grubenwarte jederzeit nahezu alle Betriebszustände ablesen. Außerdem kann das Personal in der Grubenwarte über Sprechfunk jederzeit mit den Bergleuten unter Tage kommunizieren. Damit die Mitarbeiter optimal arbeiten können, sind moderne Grubenwarten klimatisiert.

## Aufgaben der Grubenwarte
Die Aufgaben der Grubenwarte sind sehr umfangreich. So wird die Zusammensetzung der Wetter im gesamten Grubengebäude überprüft. Hierfür werden alle wettertechnisch relevanten Geräte und Maschinen wie z. B. die Grubenlüfter überwacht. Von nahezu sämtlichen Wettermeßstellen werden die Daten in der Grubenwarte gesammelt und ausgewertet und Über- oder Unterschreitungen vorgegebener Sollwerte, wie z. B. Höhe des Grubengasgehalts in den Wettern oder der Wettermenge, werden bei Bedarf optisch oder akustisch angezeigt. Eine weitere wichtige Aufgabe ist die Kontrolle der Wasserhaltung. An bestimmten Stellen wird regelmäßig der Stand des Grubenwassers gemessen und in der Grubenwarte angezeigt und kontrolliert. Neben diesen die Grubensicherheit betreffenden Tätigkeiten werden auch die Betriebszustände der Produktion in der Betriebswarte, die ein Teilbereich der Grubenwarte ist, überwacht. Zudem können von über Tage aus Gewinnungsmaschinen wie der Kohlenhobel gesteuert und die komplette Streckenförderung überwacht und bei Bedarf gesteuert werden. Das Bedienpersonal kann den Betriebszustand der Schachtförderung und auch jederzeit die geförderte Kohlenmenge ablesen. Falls erforderlich, werden bei Betriebsstörungen von der Grubenwarte erforderliche Gegenmaßnahmen eingeleitet und das zuständige Führungspersonal des Bergwerks informiert.